# Marysville (Michigan)
Marysville est une ville du comté de Saint Clair (Michigan), aux États-Unis. Sa population est de 9 959 habitants d'après le recensement des États-Unis de 2010. Fondée d'abord sous forme de village en 1919, la municipalité est devenue une ville en 1924.
Selon le Bureau du recensement des États-Unis, la ville couvre une superficie de 8,30 milles carrés (21,5 km2), dont 7,31 milles carrés (18,93 km2) de terres et 0,99 milles carrés (2,56 km2) d'eau.
Marysville est située sur la rive occidentale de la rivière Sainte-Claire, traversant la localité de Corunna (Ontario).

## Personnalités
- Chad Billins, joueur de hockey,
- Every Avenue, group pop punk,
- Harry Joseph Bowman (en), ancien président international des Outlaws